# Wanda, mein Wunder
Wanda, mein Wunder (internationaler englischsprachiger Titel My Wonderful Wanda) ist ein Schweizer Filmdrama von Bettina Oberli, das Teilnehmern des Tribeca Film Festivals ab 15. April 2020 online erstmals zur Verfügung gestellt wurde. Im September 2020 eröffnete der Film das 16. Zurich Film Festival. Der Kinostart in Deutschland erfolgte am 6. Januar 2022.

## Handlung
Der Film ist in drei Teile und einen Epilog gegliedert. Jeder der drei Teile beginnt damit, dass Wanda von einem Familienmitglied vom Halt des Fernbusses aus Polen abgeholt wird. Im ersten Teil ist dies Gregor, der Sohn der Familie. Er soll zukünftig das Familienunternehmen führen, wozu dem Vogelliebhaber aber offenbar die Persönlichkeit fehlt. Auf Wanda hat er ein Auge geworfen, ist jedoch zu schüchtern, um ihr seine Liebe zu gestehen.
Die Polin Wanda pflegt im Anwesen der Familie Wegmeister-Gloor am Zürichsee das nach einem Schlaganfall bettlägerige Familienoberhaupt Josef. Sie ist alleinerziehend und braucht das Geld für ihre eigene Familie in Polen. Sie kommt ein paar Mal im Jahr, arbeitet einige Monate und kehrt in ihren Heimatort zurück, um bei ihren beiden Söhnen Jakub und Tomasz zu sein, die ansonsten von Wandas Eltern betreut werden. Gegen eine geringfügige Erhöhung ihrer Bezüge hilft Wanda auch seiner Frau Elsa im Haushalt. Dies soll jedoch beim 70. Geburtstag von Josef nicht zu sehen sein, weshalb Wanda nach Ansicht von Elsa in der Küche zu bleiben hat. Wanda bekommt einen intimen Einblick in das nicht von Harmonie geprägte Familienleben der Wegmeister-Gloors. Dem Patriarchen Josef leistet Wanda von ihm bezahlte sexuelle Dienstleistungen.
Als Sophie bei Wanda eine größere Geldsumme findet, wird sie beschuldigt, das Geld gestohlen zu haben. Josef rettet die Situation, indem er behauptet, ihr das Geld geliehen zu haben, damit sie für ihre Familie eine Kuh kaufen kann. Gregor erwirbt dann die Kuh, damit Wanda das Geld behalten kann. Wandas Eltern sind jedoch keine Bauern, sondern Städter, allerdings ohne Arbeit.
Im zweiten Teil stellt sich heraus, dass Wanda schwanger von Josef ist. Nachdem Wanda dies zunächst am See stehend Josef mitteilt, der sichtbar erfreut ist und die Vaterschaft anerkennen will, erfährt es als nächstes Elsa von Josef. Sie stößt ihn deshalb in den See, wo er von Gregor gerettet wird. Als dieser von dem Umstand der Schwangerschaft erfährt, stellt er Wanda zur Rede. Elsa teilt Sophie mit, dass Josef nicht nach der Geburt von Gregor zeugungsunfähig geworden war, wie alle annahmen, sondern dass Elsa keine weiteren Kinder bekommen konnte. Wanda verlangt in einem Brief einen hohen Geldbetrag, um das Kind großziehen zu können, was Sophie in ihrer Meinung bestärkt, „der Polin“ gehe es nur ums Geld. Sophie – in Sorge, dass es einen weiteren Miterben geben wird – zieht die Schwangerschaft in Zweifel und verlangt einen Schwangerschaftstest, der positiv ausfällt. Im weiteren Verlauf wird deutlich, dass die ungewollt kinderlose Sophie mit ihrem Mann Manfred immer noch darum trauert, kein gemeinsames Kind zu haben. Manfred schlägt daraufhin vor, dass er und Sophie das Kind adoptieren. Wanda soll auch unterschreiben, dass Manfred der Vater sei, denn somit wäre das Familienerbe geschützt.
Im dritten Teil kommt Wanda sichtbar schwanger erneut zurück zur Familie Wegmeister-Gloor. Gregor ist inzwischen ausgezogen und leitet nun doch das Familienunternehmen. Wanda erhält eine zweite Rate des Betrags, der ihr von der Familie für die Freigabe des Kindes zur Adoption zugesichert wurde. Den Rest soll sie erhalten, wenn sie das Kind in der Schweiz zur Welt bringt. Die Situation wird noch komplizierter, als Wandas Eltern und ihre Söhne zu Besuch in die Schweiz kommen. Zwei Familien, zwei Lebensstile und zwei völlig unterschiedliche Welten prallen aufeinander. Das Kind wird im Haus der Wegmeister-Gloors geboren und es sieht zunächst so aus, als würde Wanda die Vereinbarung einhalten. Sie stellt unter anderem ihre Muttermilch für die Adoptivmutter zur Verfügung. Als etwas später Josef nachts im Garten die von der Familie mitgebrachte Kuh melkt, stirbt er auf dem Rasen. Seine Leiche wird erst aufgebahrt und soll später in einer Urne im Zürichsee beigesetzt werden. Während der Zeremonie zur Beisetzung schreit das Kind und wird von Sophie an Wanda übergeben. Diese beschließt daraufhin, dass sie die Tochter Anna nennen und behalten wird.
Im Epilog sind alle Gäste im Aufbruch, um das Haus am See zu verlassen. Das leere Haus vor Augen, bietet Elsa Wanda an, mit ihrer Familie zu bleiben.

## Produktion

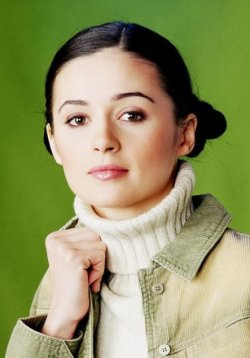
Agnieszka Grochowska spielt in der Titelrolle die polnische Pflegerin Wanda

Regie führte Bettina Oberli, die gemeinsam mit Cooky Ziesche auch das Drehbuch schrieb. Die Filmmusik steuerte das deutsch-schweizerische Musikduo Grandbrothers bei.
Agnieszka Grochowska übernahm die Titelrolle der polnischen Pflegerin Wanda. André Jung spielt den Familienpatriarchen Josef. Cezary Pazura und Agata Rzeszewska übernahmen die Rollen von Wandas Eltern, Bruno Rajski und Iwo Rajski die ihrer beiden Söhne Tomasz und Jakub.
Die Dreharbeiten fanden von Ende Februar bis Anfang Mai 2019 in Zürich statt. Als Kamerafrau fungierte die zweifach für den Deutschen Filmpreis nominierte Judith Kaufmann.
Der Film sollte Mitte April 2020 im Rahmen des Tribeca Film Festivals seine Weltpremiere feiern. Einen Monat vor Beginn des Festivals wurde dieses aufgrund der Coronavirus-Pandemie abgesagt und auf einen bislang unbekannten Zeitpunkt verschoben. Dennoch wurde der Film von 15. bis 26. April 2020, dem ursprünglichen Zeitfenster des Festivals, online zur Verfügung gestellt. Mitte September 2020 wird er im Rahmen der Filmkunstmesse Leipzig vorgestellt. Am 24. September 2020 eröffnete der Film das 16. Zurich Film Festival. Ende September, Anfang Oktober 2020 wurde er beim Vancouver International Film Festival gezeigt. Im Dezember 2020 wurde er beim Les Arcs Film Festival in der Sektion Playtime vorgestellt. Der Kinostart in Deutschland erfolgte am 6. Januar 2022.

## Rezeption

### Kritiken
Ola Salwa vom Online-Filmmagazin Cineuropa schreibt, Bettina Oberli habe mit ihrer internationalen Besetzung einen wunderbaren Job gemacht, und hebt insbesondere Marthe Keller und Agnieszka Grochowska hervor, die beide eine innere Zerbrechlichkeit ausstrahlten, die Elsa und Wanda als Protagonisten sympathischer mache und dazu beitrage, das Duell zwischen Ost und West zu beenden.
Gaby Sikorski, Filmkorrespondentin der Gilde deutscher Filmkunsttheater, schreibt, wie Oberli und Cooky Ziesche als Autorinnen die Fäden in der Hand hielten und mal hier, mal dort an ihnen ziehen, um die Personen hübsch hampeln zu lassen und immer noch einen draufzusetzen, sei vorbildliches Komödienhandwerk. Dennoch werde dabei der ernste Hintergrund nicht ins Lächerliche gezogen, denn Josef ist tatsächlich hilfsbedürftig, und Wanda wird wirklich ausgenutzt. Auch an Gesellschafts- und Sozialkritik werde nicht gespart, sondern im Gegenteil: „Den Mitgliedern der standesbedünkelten Unternehmerfamilie wird erst die Maske vom Gesicht gerissen und dann der Spiegel vorgehalten, und zwar so lange, bis es gar nicht mehr anders geht, als sich irgendwie ein bisschen zu besinnen.“ Wechselnde Koalitionen und immer neue Entwicklungen brächten durchgängig Power und Witz, so Sikorski, wobei letzterer öfters mal im Halse stecken bleibe, was das Vergnügen aber keineswegs schmälere. Keller spiele den Wandel von der stets beherrschten, eiskalten Upperclass-Dame zur verzweifelten Ehefrau mit wunderbarer Präsenz und mit viel Sinn fürs Drama, ohne dabei zu übertreiben. Birgit Minichmayr hole ebenfalls mit sehr viel Spielfreude alles aus der Rolle der Tochter, und André Jung spiele den kranken Senior sympathisch und als einen Mann, der sich noch nicht aufgegeben hat. Letztlich jedoch sei Grochowska in der Rolle von Wanda nicht nur für Josef, sondern auch für diesen Film ein Wunder: „So leicht und selbstverständlich spielt sie ihre Rolle, immer mit einem winzigen Funken Humor, da ist Selbstbewusstsein, sehr wenig Eitelkeit und überhaupt keine Koketterie.“
Martina Knoben von Süddeutschen Zeitung meint, der Film sei „eine immer wieder schreiend komische Tragikomödie mit Hang zur Farce: prickelnd süß wie Champagner mit Erdbeeren, zu denen allerdings Backpfeifen für die Schweizer Wohlstandsbürger serviert werden“.

### Auszeichnungen (Auswahl)
Schnitt-Preis 2021
- Auszeichnung in der Kategorie Spielfilm (Kaya Inan)[18]

Schweizer Filmpreis 2021
- Nominierung als Bester Spielfilm (Bettina Oberli)

Solothurner Filmtage 2021
- Nominierung in der Sektion Panorama[19]

Tribeca Film Festival 2020
- Nominierung im internationalen Wettbewerb
- Special Jury Mention beim Nora Ephron Award[20][21]